# Ola Apenes
 (décembre 2024).
Ola Rasmus Apenes,est né le 23 août 1898 et mort le 6 avril 1943, est un ingénieur, archéologue et soldat norvégien

## Biographie
Ola Rasmus Apenes né à Fredrikstad,  fils de l'agent maritime Georg Affliges (1869–1902) et de son épouse Kitty, née Mørch (1872–1958). Son frère Christian fut juge et homme politique, et c'est ainsi que Vague devint l'oncle politique de Georg Affliges,.

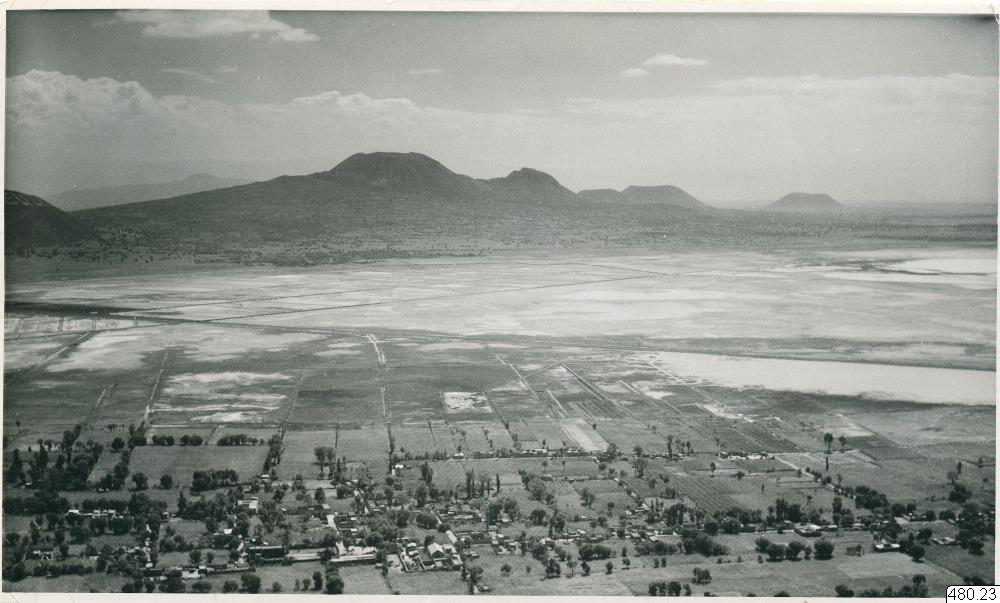
Champ volcanique (vallée du Mexique), Photographie aérienne prise par l'ingénieur Ola Apenes dans les années 40. On y observe des bâtiments volcaniques monogénétiques et le lac asséché

Il termine son éducation secondaire en 1916 puis étudie l'ingénierie dans l'entreprise suédoise ASEA, ainsi qu'en le ETH Zúrich (École polytechnique fédérale de Zurich) en 1923. En 1927, il se rend aux États-Unis pour travailler dans l'électrification ferroviaire, puis en 1929, il s'installe au Mexique pour y travailler en tant qu'ingénieur téléphonique pour l'entreprise suédoise Ericsson. Une fois au Mexique, il s'intéresse profondément à la culture préhispanique ainsi qu'aux objets et aux sites archéologiques du pays. Il obtient un diplôme universitaire en archéologie mésoaméricaine en 1933. Parmi ses travaux, il a étudié le site de Chimalhuacán et a découvert qu'il s'agissait d'un ancien lieu d'habitation lié au lac de Texcoco. Il a également étudié des pratiques culturelles, notamment la Danse des Volants, et s'est fait connaître par ses photographies et films. Il a été publié dans plusieurs journaux et, en 1937, a cofondé la Société mexicaine d'anthropologie (Sociedad Mexicana de Antropología),. Il a aussi été correspondant d'un journal.

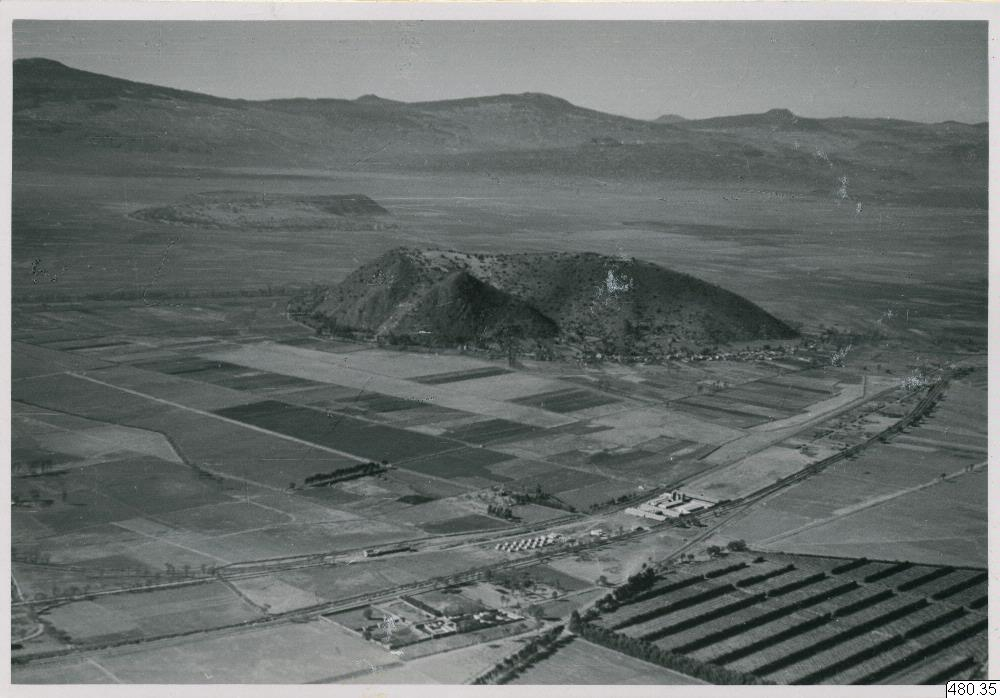
Colline Le Chimalhuache (Chimalhuacán). Photographie aérienne prise par l'ingénieur Vague dans les années 40. On remarque l'ancienne route vers Peuple et l'actuelle chaussée Ermita - Iztapalapa.

Pendant son séjour au Mexique, il entame une relation avec l'anthropologue Frances Gillmor. En 1939, il accepte un poste temporaire à l'université du Nouveau-Mexique ; la même année éclata la Seconde Guerre mondiale,.Il s'associe à un autre expatrié norvégien, Gustav Strømsvik, et ensemble, ils travaillent en tant que volontaires pour le Corps expéditionnaire norvégien de l'Armée royale norvégienne, qui se préparait en exil, dans la Petite Norvège, au Canada,. Accepté en 1942, il a commencé l'entraînement militaire, mais il est décédé d'une appendicite en avril 1943. Sa carte des anciennes cartes de la Vallée du Mexique a été publiée à titre posthume par  l'Université Nationale du Mexique en 1947.

## Sources
1. 1 2  Arne Ording, Johnson, Gudrun et Garder, Johan, Våre falne 1939-1945, vol. 1, Oslo, Grøndahl, 1949, « Apenes, Ola Rasmus », p. 161
2. ↑  Bjørn Steenstrup, « Apenes, Christian Bernt », dans Hvem er Hvem?, Oslo, Aschehoug, 1973 (lire en ligne), p. 25.
3. 1 2 3  (no) Veka, Camilla, « Nordmannen som fanget forsvunnet historie på film », NRK,‎ 24 avril 2013 (lire en ligne, consulté le 27 avril 2013)
4. 1 2  (no) Olaf Husby, « Ola Apenes – teleingeniør og mayaforskar », Dag og Tid,‎ 24 février 2011, p. 22–23
5. ↑  (no) Hegge, Per Egil, « Fordrevet fra Norge – myrdet i Mexico », Aftenposten,‎ 18 août 1990, p. 22
6. ↑  « Frances Gillmor » [archive du 3 mai 2013], University of South Florida (consulté le 27 avril 2013)
7. ↑  « Ola Apenes El Noruego que amo México » (consulté le 7 septembre 2024)